# اس‌ام‌اس وین
اس‌ام‌اس وین (به انگلیسی: SMS Wien) یک کشتی دفاع ساحلی بود که طول آن ۹۹٫۲۲ متر (۳۲۵ فوت ۶ اینچ) بود. این کشتی در سال ۱۸۹۵ ساخته شد.